# Kærehave Landbrugs- og Husholdningsskole
Kærehave Landbrugs- og Husholdningsskole (oprindelig Øernes nye landbrugsskole for det mindre landbrug, husmandsbruget og landbrugets bierhverv) blev stiftet i 1901 af en "husmandskommission" under landbrugsminister Ole Hansen.
I slutningen af det 19. århundrede fremlagde N.J. Nielsen-Klodskov (19.2.1866 Klodskov - 1936) planerne om en husmandsuddannelse for unge landbrugskarle og -piger i Ringsted. Husmandskommissionen - med Nielsen-Klodskov som medlem - fremlagde de nødvendige lovforslag, som blev vedtaget i Rigsdagen. Herefter kunne man lede efter et egnet sted at bygge en skole. Kommissionen fandt en god grund på 32 tønder land ved Kærehave Skov. Den første sten blev lagt d. 18.9.1902 og bygningen kunne indvies året efter d. 18.9.1903.
De første elever ankom d. 3.11.1903, men kort efter var der allerede så mange tilmeldinger til nye hold, at man måtte bygge en bygning til. Den blev åbnet i 1907.
Den 6. oktober 1903 fik skolen besøg af Kronprins Frederik Tre år senere besøgte han atter skolen, nu som Kong Frederik 8.
I 1922 trådte Nielsen-Klodskov tilbage som fortander og skolen blev nu Andelsselskabet Kærehave Skolekreds med 700 elever. 10 år senere blev skolen overtaget af et nyt stiftet A/S Kærehave Landbrugs- og Husholdningsskole.
I det meste af besættelsestiden var skolen skånet for gener. Den var dog lukket mellem marts 1945 og maj 1946 på grund af interneringen af tyske soldater og efter fredserklæringen den 4. maj 1945 kom der tyske flygtninger fra Østeuropa til at bo der.
Grundskolen blev startet i 1970. I juni 1975 blev Husholdningsskolen lukket og lokalerne inddraget til Grundskolen, så den nu kunne udvide fra 48 til 72 elever per hold. Skolen voksede fortsat og i 1993 havde den et rekordår med 136 elever. Herefter gik det dog hurtigt ned ad bakke. Det lykkedes ikke at fusionere med andre skoler og november 1999 blev det besluttet at skolen ikke skulle fortsatte efter sæsonafslutningen. Skolen lukkede d. 1.3.2000.
På Køgevejen, lige overfor Skolebygningen, blev der i 1937 rejst en mindesten med en bronzerelief af N.J. Nielsen-Klodskov, som var forstander mellem 1902 og 1922. På mindestenen og oven over indgangen til skolebygningen står: "Den der bidrager til andres lykke, øger sin egen".
Bygningerne er siden ombygget til ejerlejligheder/andelslejligheder.